# دیمیتری کولدون
دیمیتری کولدون (به انگلیسی: Dmitry Koldun) (زاده ۱۱ ژوئن ۱۹۸۵) خواننده بلاروسی است.
او در مسابقه آواز یوروویژن ۲۰۰۷ نماینده بلاروس بود.